# Jean-Étienne Esquirol
Pour les articles homonymes, voir Esquirol (homonymie).
Jean-Étienne Dominique Esquirol, né le 3 février 1772 à Toulouse et mort le 12 décembre 1840 à Paris, est un aliéniste français. Il est considéré comme le père de l'organisation de la psychiatrie française en faisant voter la loi du 30 juin 1838 obligeant chaque département à se doter d'un hôpital spécialisé. Il est à l'origine de l'aménagement de la nouvelle Maison royale de Charenton en 1825, destinée à accueillir près de trois cents malades. Il forme la majorité des aliénistes de son temps.

## Biographie
Il est le fils d'un négociant toulousain, prieur de la bourse des marchands, élu capitoul en 1787. À Toulouse il est élève du collège de l’Esquile.
Arrivé en 1799 à Paris, il fut d'abord élève de Jean-Nicolas Corvisart à la Charité, puis dès 1801 il travailla avec Pinel à la Salpêtrière.
En 1805, il écrivit : Les Passions considérées comme causes, symptômes et moyens curatifs de l'aliénation mentale .

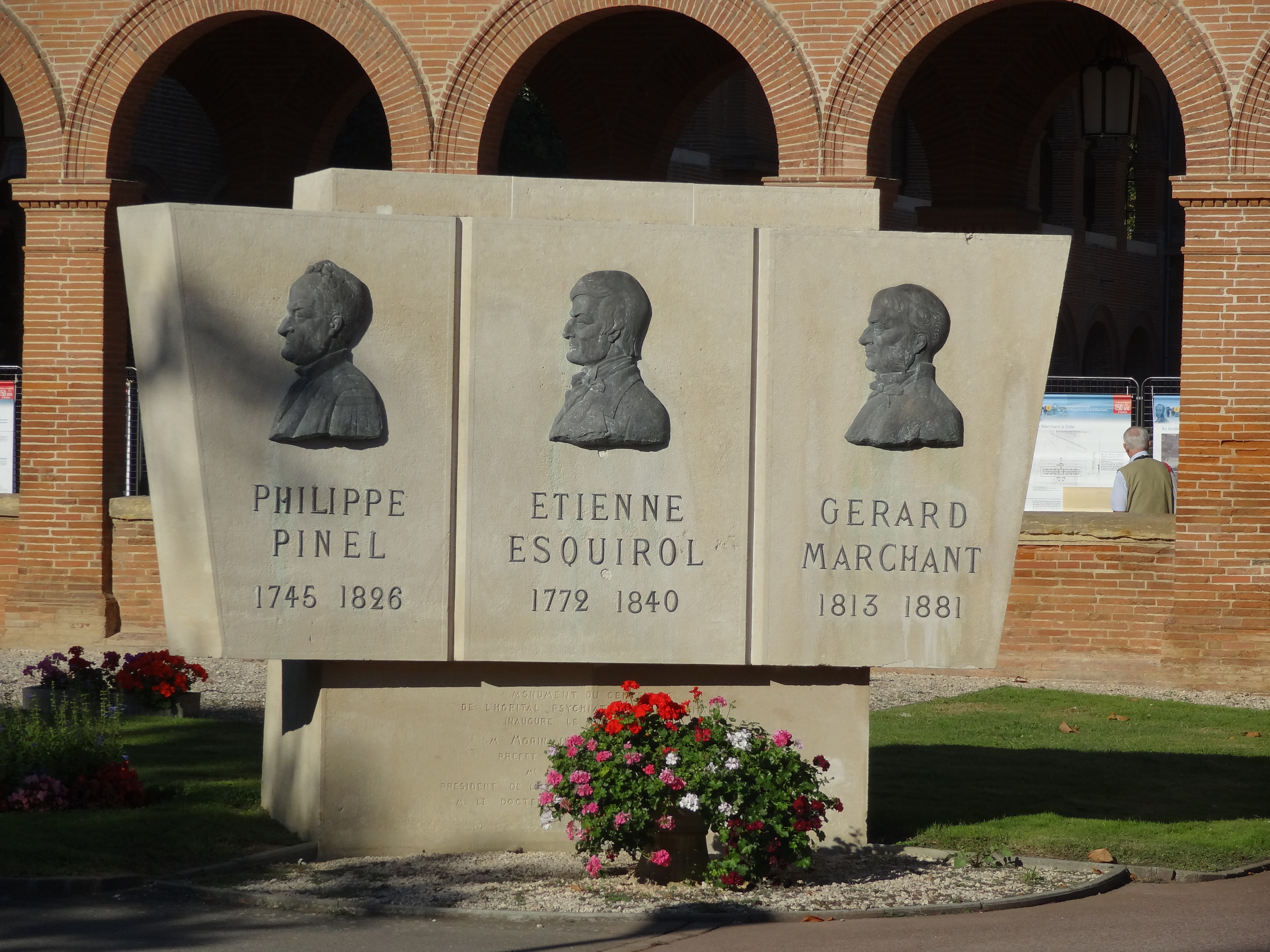
Monument en hommage à l'hôpital Marchant.

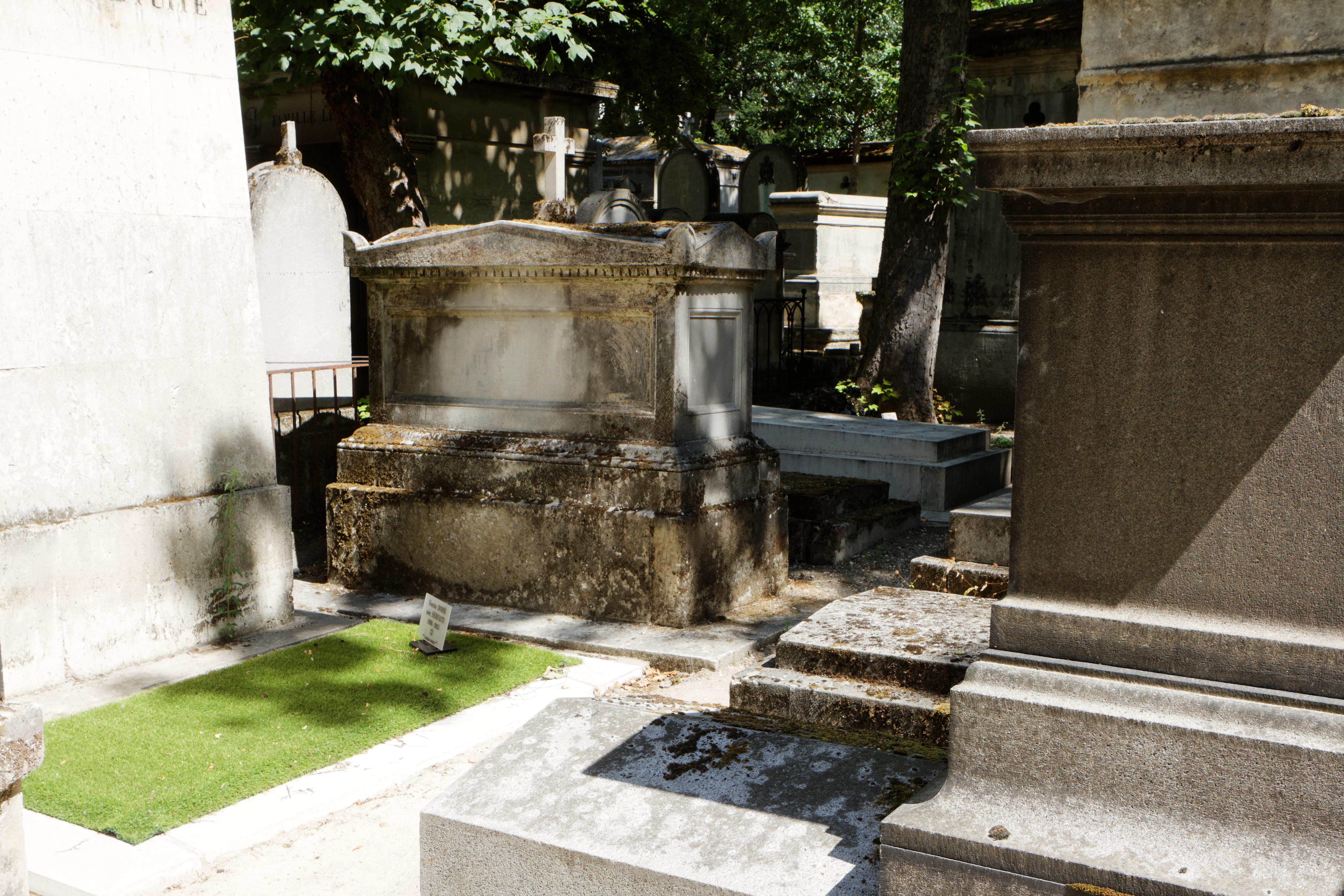
Tombe au cimetière du Père-Lachaise.

Puis en 1810, succédant à Pinel il devint médecin chef de la Salpêtrière.
Il créa rue Buffon une maison de santé privée pour aliénés qui sera transférée en 1827 à Ivry-sur-Seine.
Au moment du décès de Antoine-Athanase Royer-Collard, il succéda à ce dernier au poste de médecin-chef de la Maison Royale de Charenton, aujourd'hui l'hôpital Esquirol. Il est inhumé au cimetière du Père-Lachaise (8e division),.
Il eut notamment comme élève le psychiatre toulousain Gérard Marchant.

## Travaux
- Il approfondit la nosographie de Pinel ;
- Il affina les différentes formes de mélancolie, a créé le terme de lypémanie et la classe des monomanies
- Il établit la distinction entre hallucinations et illusions.
- Il fit un parallèle entre folie et passions.
- Il joua un rôle important sur le plan administratif et législatif (loi de 1838).
- Il fit la première description médicale de la trisomie 21 en 1838.

Il eut une certaine influence sur les pathologistes allemands, notamment Karl Christian Hille et Johann Christian August Heinroth, les premiers à traduire son œuvre dans leur langue.

### Nosographie
- Il est l'un des premiers à avoir fait la distinction entre hallucinations (perceptions sans objet externe, produites et construites par l'esprit) et illusions (erreurs de perception ; mauvaise interprétation des stimuli réels)

- Parallèle Folie-Passions :

Pour lui les passions seraient ce qui nous pousse à agir et qui n'est pas d'ordre intellectuel : elles sont à l'origine de l'aliénation mentale.
La folie serait faite des passions poussées à l'extrême
Il y aurait donc une différence quantitative entre les deux.
Selon lui, dans l'enfance, il n'y a pas de passions, donc pas d'aliénés.

### Thérapeutique
- Pour lui, les passions doivent servir au traitement des maladies.

Il faut qu'il y ait répression pour qu'il y ait guérison du malade : inspirer un sentiment de crainte, qui dompte et subjugue le malade, et provoquer une secousse morale en plaçant l'aliéné dans un état opposé et contraire à celui dans lequel il était avant de recourir à ce moyen. C'est la méthode perturbatrice.
Pour Esquirol, il ne suffit donc plus de parler avec douceur et compassion, selon le traitement moral de Pinel.

### Rôle administratif et législatif
Théoricien clair et pratique concernant les institutions psychiatriques, il est avec ses élèves à l'origine de l'adoption de la loi du 30 juin 1838 concernant les aliénés, qui met fin aux décisions d'internement arbitraires par simple lettre de cachet ou de décisions de justice.

## Hommages

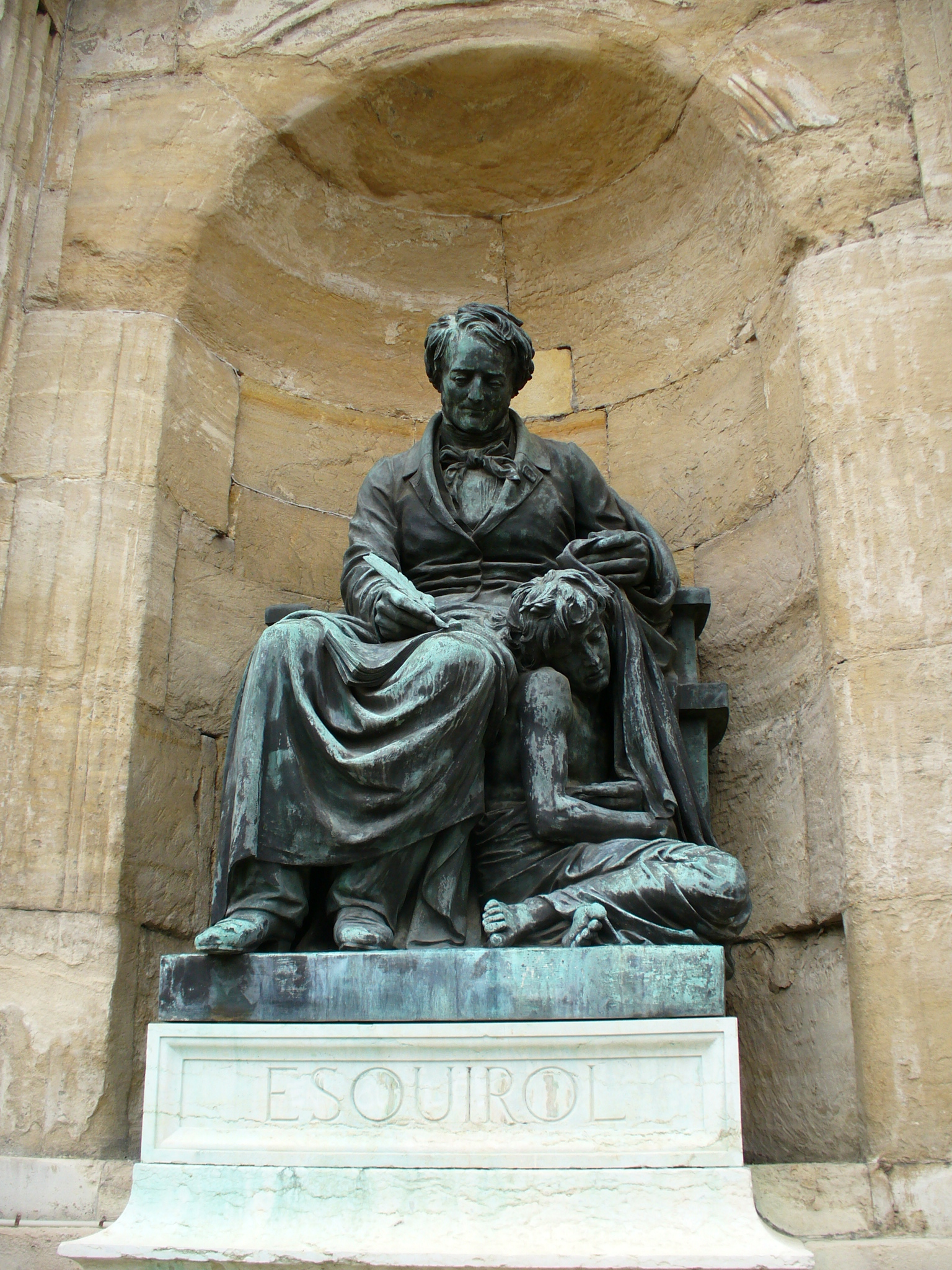
Statue d'Esquirol à l'hôpital de Saint-Maurice (Val-de-Marne) portant son nom, par le sculpteur Armand Toussaint.

L'« asile de Charenton » prend le nom de son concepteur en 1973 alors qu'il se trouve désormais dans la commune de Saint-Maurice.
En 1897, la municipalité de Toulouse rend hommage à Esquirol et Pinel en plaçant leurs bustes dans la salle des Illustres du Capitole.
Plusieurs lieux et établissements portent son nom :
- Place Étienne-Esquirol à Toulouse (depuis 1867) et station de métro Esquirol (ligne A) à Toulouse (depuis 1993), desservant la place Esquirol.
- Rue Esquirol à Paris, depuis 1864.
- Avenue Esquirol à Lyon.
- Institut de formation en soins infirmiers (IFSI) Esquirol à Lyon.
- Centre hospitalier spécialisé Esquirol à Limoges.
- Hôpital Esquirol à Caen.
- Clinique Esquirol-Saint-Hilaire à Agen, Lot-et-Garonne.
- Hôpital psychatrique CHAI, pavillon Esquirol à Saint-Egreve.

## Œuvres et publications

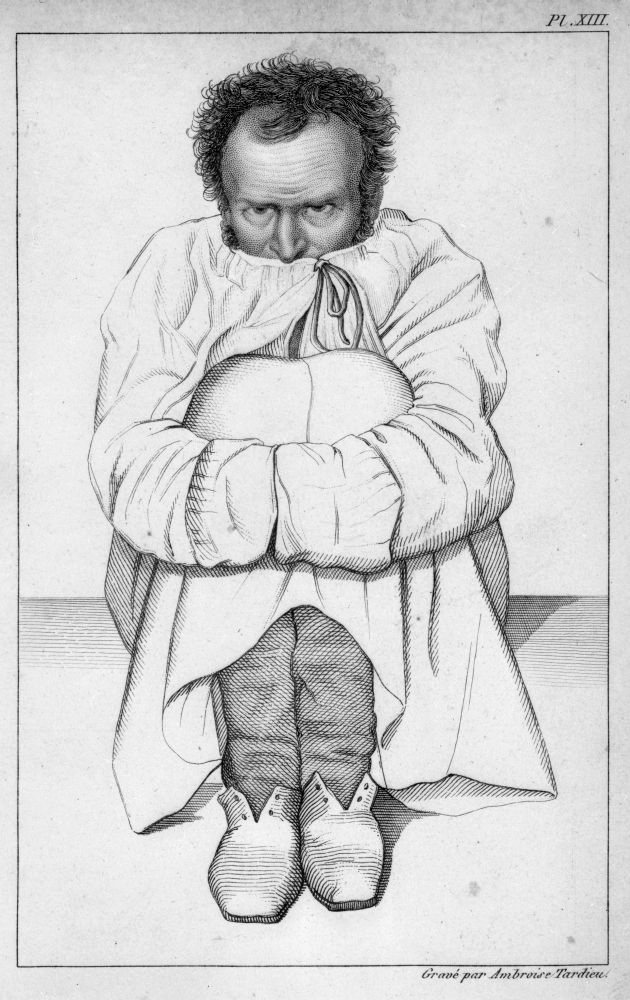
Lithographie in Des maladies mentales considérées sous les rapports médical, hygiénique et médico-légal [Atlas], Planche XIII (Gravure par Ambroise Tardieu).

- Des passions considérées comme causes, symptômes et moyens curatifs de la maladie mentale, [Thèse de médecine de Paris n° 574, 1805], Didot Jeune, Paris, 1805, Texte intégral.
- Hallucination, [s.n.] [s.d.], 8 p. ; in-8, lire en ligne sur Gallica.
- Note sur la monomanie homicide,  J.-B. Baillière (Paris), 1827, 52 p. ; in-8, lire en ligne sur Gallica.
- Des illusions chez les aliénés. Question médico-légale sur l'isolement des aliénés, Crochard (Paris), 1832, 1 vol. (83 p.) ; in-8, lire en ligne sur Gallica.
- Des maladies mentales considérées sous le rapport médical, hygiénique, et médico-légal, 1838:

1. Tome premier, lire en ligne sur Gallica.
2. Tome second, lire en ligne sur Gallica.
3. Tome troisième, lire en ligne sur Gallica.
4. Atlas de 27 planches, Texte intégral.

- Examen du projet de loi sur les aliénés, J.-B. Baillière (Paris), 1838, In-8° , 39 p., lire en ligne sur Gallica.

### En collaboration
- avec Pariset, Étienne (1770-1847) et coll., Instruction populaire sur le régime a suivre pour se préserver du Choléra-Morbus, et sur la conduite à tenir si la maladie se déclare ; [par MM. Pariset, Esquirol, Des[...], Leroux, Juge, Chevallier, Legrand, et Marc], E. C. Bourseul,  Impr. de Ve Villette (Douai), 1832, Vol. in-8° (23 pages), lire en ligne sur Gallica.

### Édition scientifique
- William Charles Ellis (1780-1839), Traité de l'aliénation mentale, ou De la nature, des causes, des symptômes et du traitement de la folie : comprenant des observations sur les établissements d'aliénés, [ouvrage traduit de l'anglais, avec des notes et une introduction historique par Th. Théophile Archambault, enrichi de notes par M. Esquirol], J. Rouvier (Paris), 1840, 1 vol. (CXLI-500 p.) : ill. ; in-8, lire en ligne sur Gallica.